# جوزيف بيتي
جوزيف بيتي (بالإنجليزية: Joseph Petit)‏ هو عازف جاز أمريكي، ولد في 1873 في نيو أورلينز في الولايات المتحدة، وتوفي في 1946.

## وصلات خارجية
- جوزيف بيتي على موقع ميوزك برينز (الإنجليزية)
- جوزيف بيتي على موقع أول ميوزيك (الإنجليزية)